# 新盧漢斯凱
新盧漢斯凱 （烏克蘭語：Новолуганське) 是位於烏克蘭東部的鄉村居民點，面積1.433平方公里，由頓涅茨克州巴赫穆特區的斯維特洛達爾斯克市鎮負責管轄。該鄉村居民點位於頓涅茨克市中心東北56.2 公里，也在盧漢河（又譯盧甘河）畔，並與斯維特洛達爾斯克隔著水塘相對。

## 人口統計
據2017年12月的報道，當時有超過3,700人在新盧漢斯凱居住，其中包括500多名兒童。
2001 年烏克蘭人口普查的母語分配如下：
- 烏克蘭語 — 32.6%
- 俄語 — 66.0%
- 其他 — 1.4%

## 俄烏戰爭
2014年4月中旬開始的頓巴斯戰爭造成平民和軍人傷亡，新盧漢斯凱一直被視為無人區，因為烏軍和親俄武裝都没有長駐在這兒。
2014年7月底，位於鄉村居民點附近的關口被俄方襲擊，三名烏軍士兵因此喪命。
這種情況一直持續到2017年1月。烏軍此時在没有俄方的反攻下，奪下該鄉村居民點。除了小紛爭之外，烏方從那時直至俄方全面入侵都一直控制着該鄉村居民點。  
2017年3月27日，俄方在鄉村居民點附近的砲擊造成兩名士兵遇難，三名受重傷。
2017年12月18日，俄方對該鄉村居民點發射了BM-21火箭炮，而該襲擊損壞了近 50 座建築物，包括一所學校、一所幼兒園和一家醫護所。襲擊更導致八人受傷，包括一名六歲女孩。
2019年6月7日，有烏軍士兵在戰鬥的期間被擊中，導致兩名遇害，四名受重傷，四名受輕傷。 
2019年8月，鄉村居民點內因戰鬥而被損的天然氣管道的一部分，由歐安組織和聯合控制與協調中心的引導下被修好。
2022年2月21日，俄軍的轟炸再次造成平民喪生。基礎設施也被炮擊破壞，導致鄉村居民點停電停暖。
新盧漢斯凱據報道於2022年7月25日在俄羅斯入侵烏克蘭裡的東部攻勢期間成功被俄軍佔領，俄軍也同時拿下附近的武赫萊希爾斯克熱電廠。